# Bulbophyllum longiscapum
Bulbophyllum longiscapum är en orkidéart som beskrevs av Robert Allen Rolfe. Bulbophyllum longiscapum ingår i släktet Bulbophyllum och familjen orkidéer. Inga underarter finns listade i Catalogue of Life.